# فرشید شفیعی
فرشید شفیعی (زادهٔ ۱۳۴۷، تهران) هنرمند نقاش، تصویرگر و انیماتور ایرانی است. آثار وی در بسیاری از نمایشگاه‌های داخلی و خارجی به نمایش درآمده و جایزه‌هایی در زمینه‌های مختلف هنری از جمله سیب طلای نمایشگاه بین‌المللی تصویرگری کتاب براتیسلاوا را کسب کرده‌است. شفیعی دارای مدرک کارشناسی گرافیک از دانشگاه آزاد اسلامی و کارشناسی ارشد پویانمایی از دانشگاه هنر تهران است.
هنگامه معمری دربارهٔ این هنرمند می‌گوید فانتزی و رفتار تصویری شفیعی نمایندهٔ گذار مهمی از هنر ایران از مدرن متاخر به دوران معاصر است و سهم این هنرمند را نمی‌شود در ساخت فرهنگی دوران خودش نادیده گرفت.

## کتاب‌ها
برخی از کتاب‌هایی که فرشید شفیعی کار تصویرسازی‌شان را برعهده داشته‌است عبارتند از:
- شهرزاد، پیرچنگی و پیوند نوشته فریده خلعت بری
- نردبانی از ستاره، نوشته بابک نیک‌طلب
- زربال و دل به دریا نوشته جمال الدین اکرمی
- قصه‌های من و غیر از خدا هیچ‌کس تنها نبود نوشته مرجان کشاورزی
- فرشید نوشته مهدخت کشکولی[۶]

## نمایشگاه
نمایشگاه‌های فرشید شفیعی:
- نگران نباش بوکوفسکی، گالری هما تهران ،۱۳۹۳
- پچ پج، گالری نگاه، لواسان، ۱۳۹۲
- خودشیفته، گالری هرندی تهران ،۱۳۹۰
- نقاشی‌ها، گالری اثر، تهران ،۱۳۸۵

### نمایشگاه‌های انفرادی
نمایشگاه‌های انفرادی فرشید شفیعی:
- ۱۳۷۶ گالری هفت ثمر – تهران
- ۱۳۷۸ گالری هفت ثمر – تهران
- ۱۳۸۰ گالری اثر – تهران
- ۱۳۸۵ گالری اثر – تهران

## نمایشگاه‌های گروهی
نمایشگاه‌های گروهی فرشید شفیعی:
- ۱۳۷۵ گالری شفق – تهران
- ۱۳۷۹ شرکت در پنجمین بینال نقاشی معاصر ایران
- ۱۳۷۹ شرکت در دومین بینال طراحی معاصر ایران
- ۱۳۸۱ گالری لاله – تهران
- ۱۳۸۱ گالری برگ – تهران
- ۱۳۸۱ ششمین بینال نقاشی معاصر ایران
- ۱۳۸۵ موزه هنرهای معاصر اصفهان
- ۱۳۸۹ گالری ماه - تهران

## فیلم‌های پویانمایی
- ماشین پدرم (۵ دقیقه)
- پیاده‌رو (۸ دقیقه)
- کارد و پنیر (۵ دقیقه)
- خرمالو (۵:۳۰ دقیقه)

## نقد آثار
خبرگزاری ایسکانیوز دربارهٔ آثار هنری فرشید شفیعی منتشر کرده‌است.